# ان‌اوشن

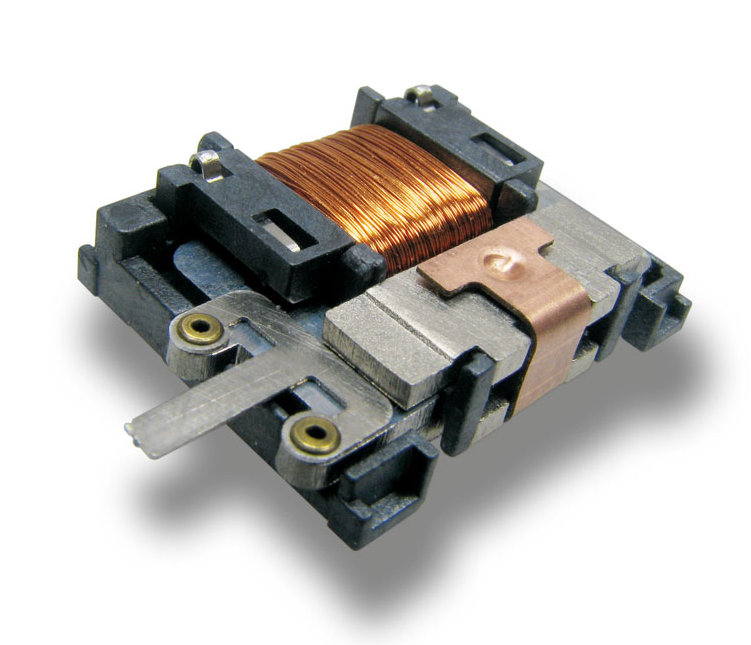
ان‌اوشن

ان‌اوشن (به انگلیسی: EnOcean)، تکنولوژی بی‌سیم برداشت انرژی است که عموماً در سیستم‌های خودکار ساختمان‌ها بکار می‌رود. این تکنولوژی همچنین دارای کاربردهای دیگری در صنعت، حمل و نقل، تدارکات و خانه‌های هوشمند می‌باشد. ماژول‌های بر پایه این تکنولوژی، مبدل‌های میکرو انرژی را با دستگاه‌های الکترونیکی با برق بسیار کم ترکیب کرده و امکان ارتباط بیسیم را میانسنسورهای بیسیم بدون باتری، سوییچ‌ها، کنترل‌ها و کلیدها برقرار می‌سازد. در ماه مارچ ۲۰۱۲، استاندارد بیسیم EnOcean به استاندارد بین‌المللی ISO/IEC 14543-3-10 تصویب شد. این استاندارد لایه‌های 1-3 OSI (ارتباط داخلی سیستم‌های باز) را پوشش می‌دهد، که لایه‌های فیزیکی، خط داده‌ها و شبکه می‌باشد. ماژول‌های بیسیم برداشت انرژی توسط شرکت EnOcean که واقع در Oberhaching المان می‌باشد، ساخته و به بازار ارائه می‌شود. این شرکت تکنولوژی و مجوز برای ویژگی‌های به ثبت رسیده در چارچوب انجمن EnOcean پیشنهاد می‌کند.

## تکنولوژی

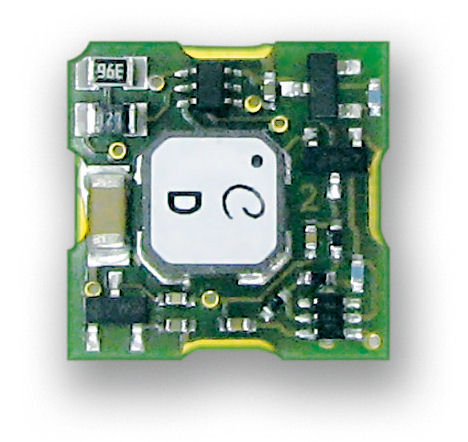
سیستم مدار ان‌اوشن

تکنولوژی EnOcean بر اساس بهره‌برداری مؤثر از حرکت مکانیکی و دیگر پتانسیل‌ها از محیط مانند روشنایی داخلی و تفاوت‌های دمایی می‌باشد، که از اصول برداشت انرژی استفاده می‌کند. برای تبدیل چنین نوسانات انرژی ای به انرژی قابل استفادهٔ الکتریکی، الکترومغناطیسی، خورشیدی و ترمو الکتریک، مبدل‌های انرژی مورد استفاده قرار می‌گیرند. محصولاتی که بر پایهٔ این تکنولوژی هستند (از قبیل سنسور‌ها و کلیدهای روشنایی) بدون باتری عمل کرده و طوری ساخته شده‌اند که نیاز به حفظ و مراقبت ندارند.
سیگنال‌های رادیویی از این سنسورها و کلیدها می‌تواند به صورت بیسیم تا فاصله‌ای ۳۰۰ متری در فضای باز و ۳۰ متری در داخل ساختمان منتقل شوند. در طراحی‌های اولیه از این شرکت از ژنراتورهای پیزو استفاده می‌شد، اما این ژنراتورها بعداً با منبع انرژی الکترومغناطیس تعویض شدند تا نیروی عامل را کاهش دهند (۳٫۵ نیوتن) و عمر سرویس دهی را تا ۱۰۰ عملیات در روز برای بیش از ۲۵ سال افزایش دهند.
بسته‌های داده بیسیم EnOcean نسبتاً کوچک هستند، هر بسته دارای ۱۴ بایت طول می‌باشد و در ۱۲۵ کیلو بیت بر ثانیه منتقل می‌شود. انرژی RF تنها برای ۱’s از داده‌های دوتایی منتقل می‌شود، و میزان برق مورد نیاز را کاهش می‌دهند. سه بسته در بازه‌های تصادفی فرستاده شدند تا احتمال برخورد بسته RF را کاهش دهند. ماژول‌های بهینه شده برای برنامه‌های کاربردی کلید زنی، بسته‌های داده‌ای بیشتری را در رهاسازی کلیدهای دکمه‌ای منتقل می‌کنند، که اجازهٔ کارگذاری دیگر ویژگی‌ها از قبیل تنظیم نور را فراهم می‌آورد. فرکانس‌های انتقال مورد استفاده برای دستگاه‌ها ۹۰۲ مگاهرتز، ۹۲۸٫۳۵ مگاهرتز، ۸۶۸٫۳ مگاهرتز و ۳۱۵ مگاهرتز می‌باشد.

## نمونه های کاربرد
یک نمونه از کاربرد این تکنولوژی کلید برق بیسیم بدون باتری است. از جمله مزیت‌های این مورد صرفه جویی در زمان و مواد بوسیلهٔ حذف نیاز به نصب سیم مابین کلید و دستگاه کنترل   شده می‌باشد، برای مثال چراغ‌های اویزان. همچنین پارازیت را در مدارهای سوییچ شده کاهش می‌دهد، زیرا سوییچینگ در بار انجام می‌شود. دیگر کاربردهای روشنایی شامل سنسورهای سکونت، سنسورهای روشنایی و سوییچ‌ها کارت خوان می‌باشد . علاوه بر این، گرمایش، تهویه مطبوع و سرمایش (hvac) کاربردهایی  از قبیل سنسورهای دمایی، سنسورهای رطوبت، سنسورهای دی اکسید کربن، سنسورهای اندازه‌گیری در تکنولوژی بیسیم برداشت انرژی EnOcean مورد استفاده قرار گرفته‌است.

## شرکت
EnOcean GmbH شرکتِ اسپین اف سرمایه‌گذاری Siemens AG است که در سال 2001 تأسیس گردید. این شرکت، کمپانی ای المانی است که در Oberhaching، نزدیک شهر مونیخ واقع شده‌است، که در حال حاضر دارای 60 کارمند در المان و آمریکا می‌باشد . شرکتی تأمین کنندهٔ  ماژول‌های تأمین کنندهٔ برق خود ( فرستنده‌ها، گیرنده‌ها، فرستنده و گیرنده‌ها، مبدل های انرژی) برای شرکت‌های دیگر می‌باشد  ( برای مثال، Siemens Building Technology, Distech Controls, Zumtobel, Omnio, Osram, Wieland Electric, Pressac, Peha, Thermokon, Wago, Herga) که محصولات مورد استفاده در دستگاه‌های خودکار ساختمان را طراحی و تولید می‌کنند. ( روشنایی و سرمایش و گرمایش)، دستگاه‌های خودکار صنعتی و صنعت خودرو ( جایگزینی برای باتری قدیمی در سنسورهای فشار تایر ).
این شرکت برندهٔ جایزهٔ Bavarian Innovation سال 2002 برای تکنولوژیش بوده‌است، برندهٔ جایزه  ی Technology Pioneer در سال 2006  توسط World Economic Forum، جایزهٔ 10 محصول برتر سال 2007 توسط Building Green و همچنین در میان تکنولوژی‌های تمیز جهانی در سال 2011 می‌باشد .
در ماه نوامبر سال 2007، MK Electric سازندهٔ قطعات الکتریکی در انگلستان، از تکنولوژی EnOcean برای کلیدهای بیسیمش استفاده کرد. در ماه اوریل سال 2012، تکنولوژی بیسیم  EnOcean به صورت استاندارد بیسیم بین‌المللی ISO/IEC 14543-3-10، تکنولوژی اطلاعات تصویب شد، سیستم‌های الکترونیکی منازل (HES) قسمت 3 تا 10، بسته – کوتاه بیسیم (WSP) پروتکل بهینه شده برای برداشت انرژی- پروتکل‌های لایه پایینی و معماری.

## اتحادیه
یک گروه از شرکت‌ها از جمله EnOcean، Texas Instruments، Omnoi، Masco و MK Electric اتحادیهٔ EnOcean را در اوریل سال 2008 به عنوان شرکتی غیر انتفاعی با سود مشترک را تشکیل دادند. اتحادیه EnOcean قصد دارد این تکنولوژی را بین المللی کرده، و سعی در ایجاد قابلیت همکاری میان محصولات  شرکای OEM دارد، تا بتواند محدودهٔ گسترده ای از محصولات کنترل و مانیتورینگ بیسیم سازگار را برای استفاده در داخل و اطراف ساختمان‌های مسکونی، تجاری و صنعتی به وجود اورد. برای این منظور  اتحادیه EnOcean پروتکل‌های سطح کاربرد را مشخص کرده که به نام EEPs می‌باشد . ( پروفایل‌های تجهیزات EnOcean) به همراه سه سطح پایین تر از استاندارد بین‌المللی بیسیم ISO/IEC 14543-3-10، این اتحادیه زیربنای ایجاد تکنولوژی بیسیم باز سازگار را بنا نهاد. بیش از 250 شرکت در حال حاضر متعلق به این اتحادیه هستند. مرکز اصلی ان در San Ramon، کالیفرنیا می‌باشد .
شرکت تحقیقات بازار WTRS تخمین زد که ارسال محوله‌های EnOceanدر سال 2013 به 1.4 میلیارد دلار می‌رسد.

## اتوماسیون نرم افزار
EnOcean توسط Fhem و چاچوب کنترل Fhem ساپورت می‌شود، چارچوب کنترل، GPL سوییت‌های نرم افزاری دارای مجوز برای دستگاه‌های خودکار خانگی هستند. آن‌ها برای خودکار کردن برخی کارهای متداول در مصارف خانگی مانند سوییچ لامپ‌ها، کرکره‌ها، گرمایش و غیره و همچنین برای ثبت مواردی مانند دما/ رطوبت/ مصرف برق. هر دو به عنوان سرور عمل کرده و می‌توانید آن‌ها را از طریق نرم افزار نهایی وب، تله نت، برنامه خط فرمان یا به صورت مستقیم از طریق TCP/IP کنترل کنید.